# Gueridón

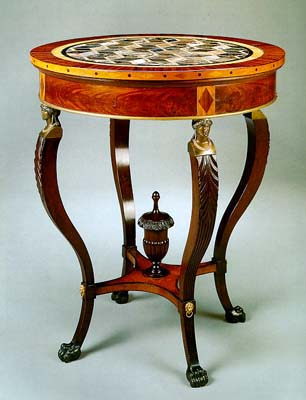
Gueridón de alrededor de 1810

Un gueridón es una mesa de centro pequeña, a menudo circular apoyada en una o más columnas o escultura humana o figuras mitológicas. Esta clase de muebles originó en Francia hacia mediados del siglo XVII. El gueridón más temprano estaba apoyado a menudo en una figura humana africana, griega antigua o egipcia antigua.
Extendiéndose desde el estilo humilde, utilizado para sostener un candelabro o un florero, el gueridón también podía ser un mueble decorativo de alto estilo de muebles de corte. A la muerte de Luis XIV había varios centenares de ellos en Versalles y al cabo de una generación o dos habían adoptado una infinidad de formas: columnas, trípodes y figuras mitológicas. Algunas de las formas más simples y más artísticas eran de madera tallada con motivos decorativos familiares y dorados. La plata, el esmalte y de hecho casi cualquier material del que los muebles puedan ser hechos, se han utilizado para su construcción. 
Actualmente, el término se utiliza para designar un tipo de muebles auxiliares que se utilizan en el servicio de mesas denominado servicio a la rusa o servicio gueridón.